# أولاف بادن باول
أولاف بادن باول (بالإنجليزية: Olave Baden-Powell)‏ (22 فبراير 1889 - 25 يونيو 1977) كانت زوجة مؤسس الحركة الكشفية بادن باول بعد وفاة زوجها تعرف باسم أولاف سيدة بادن باول أو وارمله سيدة بادن باول عاشت أكثر من زوجها روبرت بادن باول (22 فبراير 1857 - 8 يناير 1941)، مؤسس الكشافة والمرشدات واستمرت في الكشافة أكثر من 35 عاما وكانت أصغر من زوجها ب 32 سنه.

## عن حياتها
ولدت أولاف سانت كلير سواميس في تشيسترفيلد، إنجلترا في 22 فبراير 1889 .

## روابط خارجية
- Olave Baden Powell — The World Chief Guide including a timeline
- Family details (from ePeerage)
- Robert Baden-Powell
- Photographs
- Olave's ancestry — one line
- Awards